# Сарвасара-упанишада
Сарвасара-упанишад или Сарва-упанишад (санскр. सर्वसारोपनिषद् IAST: sarvasāra-upaniṣad – «Наставление о Сущности всего») – упанишада канона Муктика (#33); входит в состав Кришна Яджур-веды; группа упанишад – Саманья-веданта. Время её написания – относительно позднее – по мнению переводчика, не раньше VIII в. н.э. Этот небольшой по своему объёму текст является, по сути, словарём или краткой энциклопедией философии Веданты – учения (даршаны), оказавшей огромное влияние на, практически, все философские и религиозные учения индуизма – в нём, в виде кратких, часто афористичных, изречений объясняются 23 основополагающих понятий этой даршаны, таких как:
- четыре состояния сознания: бодрствование (IAST: jāgat), сон (IAST: svapna), забытьё (IAST: suṣupti), турья (IAST: turiya);
- пять обличий (санскр. कोश IAST: kośa коша): аннамайя коша, пранамайя коша, маномайя коша, виджнянамайя коша, анандамайя коша;
- семь составляющих физическое тело: кожа, кости, мясо, кровь, костный мозг, жир, сперма;
- 14 видов пран: пять главных пран в теле (IAST: prāṇa: prāṇa, apāna, uḍāna, samāna, vyāna); пять подпран (IAST: upaprāṇa: nāga, kurma, devadatta, krikala, dhanañjaya) и ещё четыре менее известных праны (vairambhana, sthānamukhya,pradyota, prakrta);
- 14 органов человеческого тела: четыре «внутренних» органа: ум (manas), разум (buddhi), память (citta) и особенность (ahaṃkāra); пять органов восприятия (соответствующие слуху, зрению, осязанию, вкусу и запаху); пять органов действия (руки, ноги, язык, половые органы, органы выделения).

Как пишет в предисловии к переводу Мартынов Б. В., изучение этой упанишады облегчает изучение классических текстов не только Саманья-веданта-даршаны и Йога-даршаны, но и других философских и религиозных школ индуизма, которые в своих учениях опираются на философскую базу Веданты.
В 1998 году текст Сарвасара-упанишад был переведён на русский язык Мартыновым Б.В. и в 1999 году издан в сборнике «Упанишады. Йоги и тантры» в издательстве «Алетейя» в Санкт-Петербурге. Текст перевода снабжён небольшим предисловием и кратким комментарием.